# Gillhov
Gillhov är en kyrkby i Hackås distrikt (Hackås socken) i Bergs kommun.
Byn ligger vid den södra änden av Näkten ungefär 8 mil söder om Östersund. 
I byn ligger Gillhovs kyrka.
Gillhovs kursgård, som förr var en skola årskurs 1 till 6, har sedan dess besökts av ungdomar från hela landet i samband med skolresor och konfirmationsläger. Kursgården har även ett flertal gånger varit plats för ett internationellt vargsymposium.